# Aarsdale (plaats)
Aarsdale (ook: Årsdale) is een plaats in de Deense regio Hovedstaden, gemeente Bornholm. De plaats telt 469 inwoners (2010). De naam Aarsdale werd voor het eerst genoemd in 1410 in de Kaliningrad haringvangst. Hier wordt gewag gemaakt van het opslaan van zout en haring in vaten te Osdael. Mogelijke te vertalen met "steenachtige grond," en "dal".
Reeds in de zeventiende eeuw woonden er circa dertig families in Aarsdale die voornamelijk van de landbouw en visserij afhankelijk waren. De haven werd in 1870 aangelegd, waardoor de visserij nog meer kon groeien. Tevens profeteerden de rokerijen daar ook van. Eind negentiende eeuw werd de eerste rokerij geopend. De visserij is nog altijd het belangrijkste bedrijfstak in Aarsdale. De haven werd in 1885 in 1900 en in 1956 uitgebreid, waar bij de laatste uitbreiding een binnen bassin werd aangelegd. Daardoor kon de beroepsvisserij continueren.
De enige molen van Bornholm die nog werkzaam is, staat in Aarsdale. Het is typisch Nederlandse molen, en is de belangrijkste toeristenattractie voor het dorp. Deze werd in 1877 gebouwd.
De Evangelisch-Lutherse parochianen van Aarsdale moeten al ongeveer 800 jaar naar Ibsker om te kerk te gaan. Sanct Ibs Kirke is een van de oudste kerken van het eiland, met de op een na grootste toren, na die van Aa Kirke.

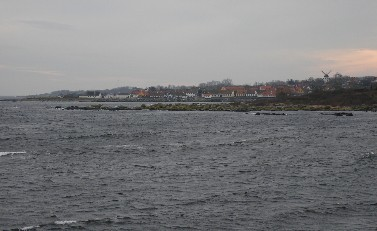
Skyline van Aarsdale
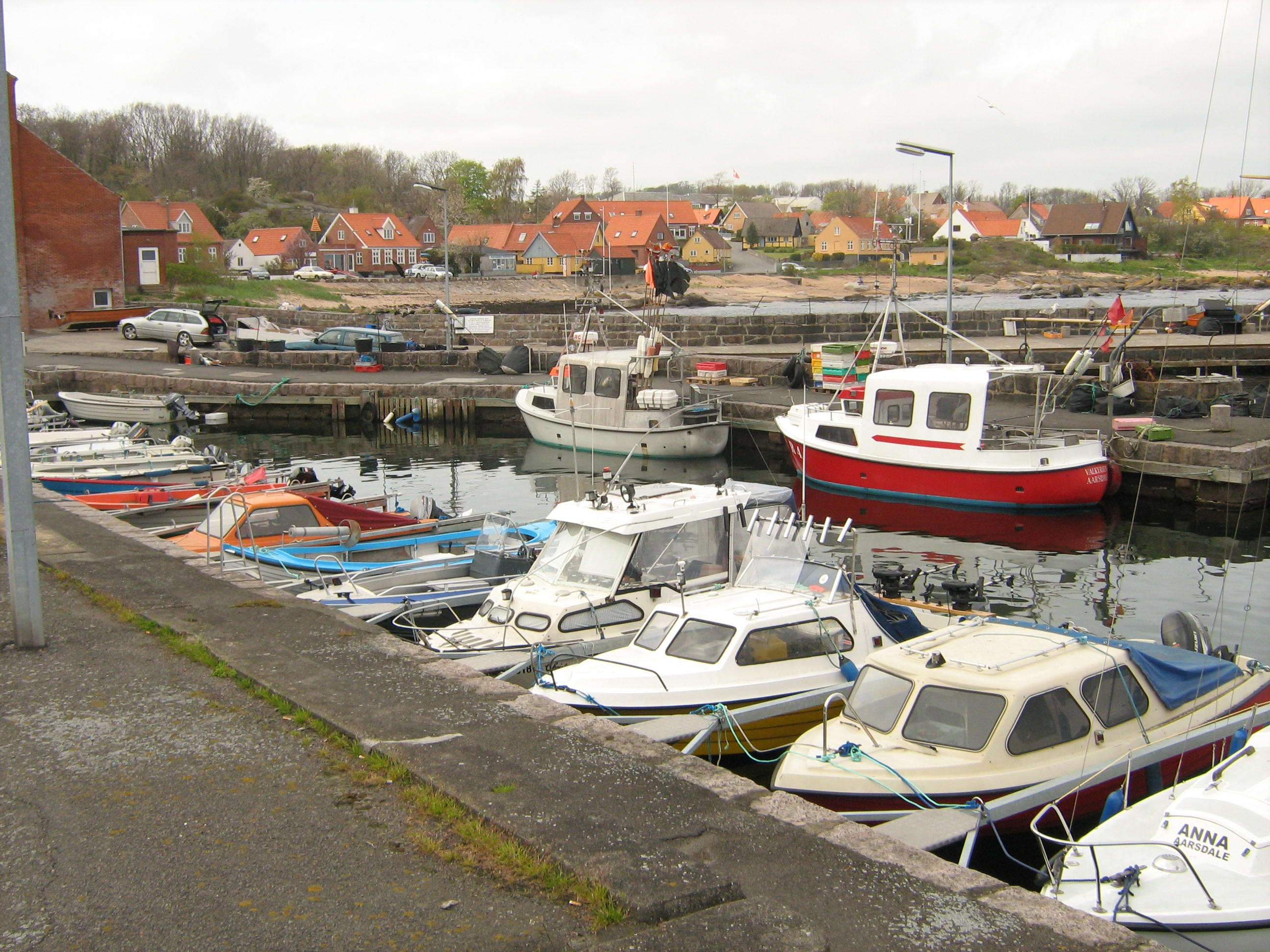
Haven van Aarsdale

- Library of Congress Control Number: n81095342
- Nationale Bibliotheek van Israël: 987007552869805171
- Virtual International Authority File: 154781270

Steden: Aakirkeby · Allinge-Sandvig · Hasle · Nexø · Rønne

Dorpen: Aarsdale · Balka · Gudhjem · Klemensker · Listed · Lobbæk · Nyker · Nylars · Østerlars · Østemarie · Pedersker · Snogebæk · Sorthat-Muleby · Svaneke · Tejn · Vestermarie

Buurtschappen: Arnager · Årsballe · Boderne · Bodilsker · Bølshavn · Dueodde · Helligpeder · Ibsker · Knudsker · Melsted · Olsker · Poulsker · Rø · Rutsker · Sandkås · Smørenge · Stenseby · Teglkås · Vang

Omgeving op en nabij Bornholm: Almindingen · Christiansø · Døndalen · Ekkodalen · Ertholmene · Frederiksø · Gryet · Hammeren · Paradisbakkerne · Rytterknægten · Stammershalle · Troldeskoven